# Heinrich Hartung (Landrat)
Heinrich Hartung (* 6. Juli 1878 in Uffenheim in Mittelfranken; † nach 1939) war ein deutscher Verwaltungsbeamter und Landrat in Bayern.

## Leben
Nach Abschluss des Studiums der Rechtswissenschaften an der Julius-Maximilians-Universität zu Würzburg absolvierte Heinrich Hartung von 1903 bis 1906 den Vorbereitungsdienst auf dem Amtsgericht Uffenheim, dem Landgericht München II, dem Bezirksamt Uffenheim, beim Stadtmagistrat München und bei den Rechtsanwälten Angerer und Strauß in München.
1906 legte er das große juristische Staatsexamen (in Bayern auch Staatskonkurs genannt) ab und fand nachfolgend 1907 als geprüfter Rechtspraktikant auf dem Landgericht München I Beschäftigung. Im Weiteren wechselte er als Regierungsakzessist zur Regierung von Mittelfranken und in der Funktion als Amtsanwalt an die Polizeidirektion München. Unter Ernennung zum Bezirksamtsassessor trat er zum 1. April 1910 in den Dienst des Bezirksamtes Burglengenfeld und nachfolgend in gleicher Funktion zum 1. August 1914 bei den Bezirksämtern Erding bzw. zum 1. April 1918 Rothenburg ob der Tauber.
Nachdem Hartung zum 1. April 1923 dienstrechtlich Titel und Rang eines Regierungsrats I. Klasse erhielt, folgte zum 1. Januar 1925 auch die formelle Versetzung auf eine Planstelle als Regierungsrat I. Klasse. Unter Ernennung zum Bezirksoberamtmann versah Hartung anschließend vom 1. Januar 1927 bis zum 31. Juli 1934 als Bezirksamtsvorstand die Verwaltung des Bezirksamts Mellrichstadt und wechselte von dort in gleichem Rang an das Bezirksamt Gerolzhofen, ab 1. Januar 1939 nach Umbenennung als Landrat auf dem dortigen Landratsamt. Während seiner dortigen Dienstzeit am 13. August 1936 zum Oberregierungsrat befördert, trat Hartung zum 1. November 1939 aus gesundheitlichen Gründen vorzeitig in den Ruhestand.
Zum 1. Mai 1933 trat er in die NSDAP ein (Mitgliedsnummer 3.153.499) und versah dort als stellvertretender Kreisamtsleiter das Amt für Beamte in Mellrichstadt.